# Кунцівська ГЕС
Кунцівська гідроелектростанція — гідроелектростанція на Ворсклі поблизу села Кунцеве.

## Історія
Кунцівська ГЕС будувалася коштом сусідніх колгоспів на річці Ворскла поблизу села Кунцеве (керівник будівництва і перший директор — Личко Василь Прокопович). 1953 року відбулося урочисте відкриття Кунцівської ГЕС.
Постачала електроенергію до райцентру, до сіл Кунцеве, Судівка, Руденківка, Великі Солонці та інших населених пунктів. Довгий час була законсервована, зараз знову працює. Перебуває в приватній власності.

## Потужність
Встановлена потужність 400 кВт, площа руслового водосховища — 101 га, об'єм водосховища — 1,7 млн м3.
На ГЕС дві турбіни. За добу кожна виробляє 8000 кВт. електроенергії. За рік — до трьох млн кВт. електроенергії.